# ファン制作
ファン制作（ファンせいさく、英: fan labor）とは、主にさまざまなコンテンツや音楽グループのファンが行う創作活動である。
これらの活動には、執筆作品（フィクション、ファンフィクション、批評）やアート、音楽、または流用芸術や衣装の作成などが含まれる。

## 概要
ファンは作品制作に多くの時間を費やしており、ファンメイド作品は「公式が発表するコンテンツと同レベルの生産価値で作成されることが多い」とされる。しかし、ほとんどのファンはアマチュアとして創造的な作品を提供しており、受け取り手は金銭的なやり取りを介さずに享受することが可能なことが多い。ファンはギフトエコノミー文化を尊重している一方で、他のファンに作品を求めた結果、ファン間の関係が根本的に変化することや、著作者からの不要な法的注意を引くことが、問題視されることもある。ファンメイド作品を通して磨かれたスキルに市場性が見いだされることもあり、実際にファンメイド作品を通して仕事を得たファンの事例も存在する。
近年、メディア・コングロマリットは、ファン制作がメディア製品の開発や宣伝、流通へ与えうる影響について、意識するようになっている。企業はファン活動を低コストで効果的な広告（2007年ドリトススーパーボウル広告コンテストなど）として利用すると同時に、アマチュアファンメイド製作者に停止通告を送り続けている。その法的活動の基盤は、ファン制作作品の変革的、ひいては合法的な性質を主張するOrganization for Transformative Worksのようなファンメイド権利団体によって疑問視されている。
ファンダムの一ジャンルである、SFファンダムとメディアファンダムにおいて、ファン制作はファナック（「愛好者的活動(Fannish activities)」から）と呼ばれることがある。この用語には、伝統的なSF同人雑誌の発行やSF大会、SFクラブの運営など、非創造的な活動も含まれる。
より一般的でインターネットに焦点を当てた形式である、「ファンワーク」は、Web 2.0で人気のあるユーザー生成コンテンツであり 、多くの場合はバーチャル・ボランティアの体を成している。

## カテゴリー
ファンが、ファンメイド作品の創造性を表現する手段は、多くの分野において確認される。

### 文学: ファン・フィクション、批評
ファン・フィクションは最も広く知られているファン制作であり、最も古い形式の1つであり、少なくとも17世紀に始まったとされる。ファン・フィクション・ストーリー（"Fan fic"）は、原作者ではなく、特定のメディア作品のファンによって作成された文学作品である。Fan ficは、もとより原作で言及されていたストーリーラインやキャラクターの関係、物事を拡張する場合がある。作品が原作者などによって委託または承認されることや、出版化されることはほとんどない。
ファン・フィクションを保存し公開するために作られた、オンライン・リポジトリの台頭により、ファンダム分析といった新しい活動が生じた。ファンダム分析は、コミュニティ内およびコミュニティ間の傾向と変動を議論および予測することを目的として、ヒット数や単語数などの他の指標を用いながら、コンテンツの要素やカテゴリの使用傾向の、分析と視覚化に焦点を当てている。

### 伝統的視覚芸術: アート、グラフィックデザイン
ファンアートとは、制作者以外の人が作成したキャラクターや衣装、アイテムやストーリーを基にした、アートワークである。従来の絵による表現に加え、ウェブバナーやウェブアニメーション、アバター、写真のコラージュやポスター、映画/劇/本からの引用、といった芸術的表現を用いることもある。

### コンピューター視覚芸術: ファンフィルム、ファンビデオ、ファンゲーム、マシニマ

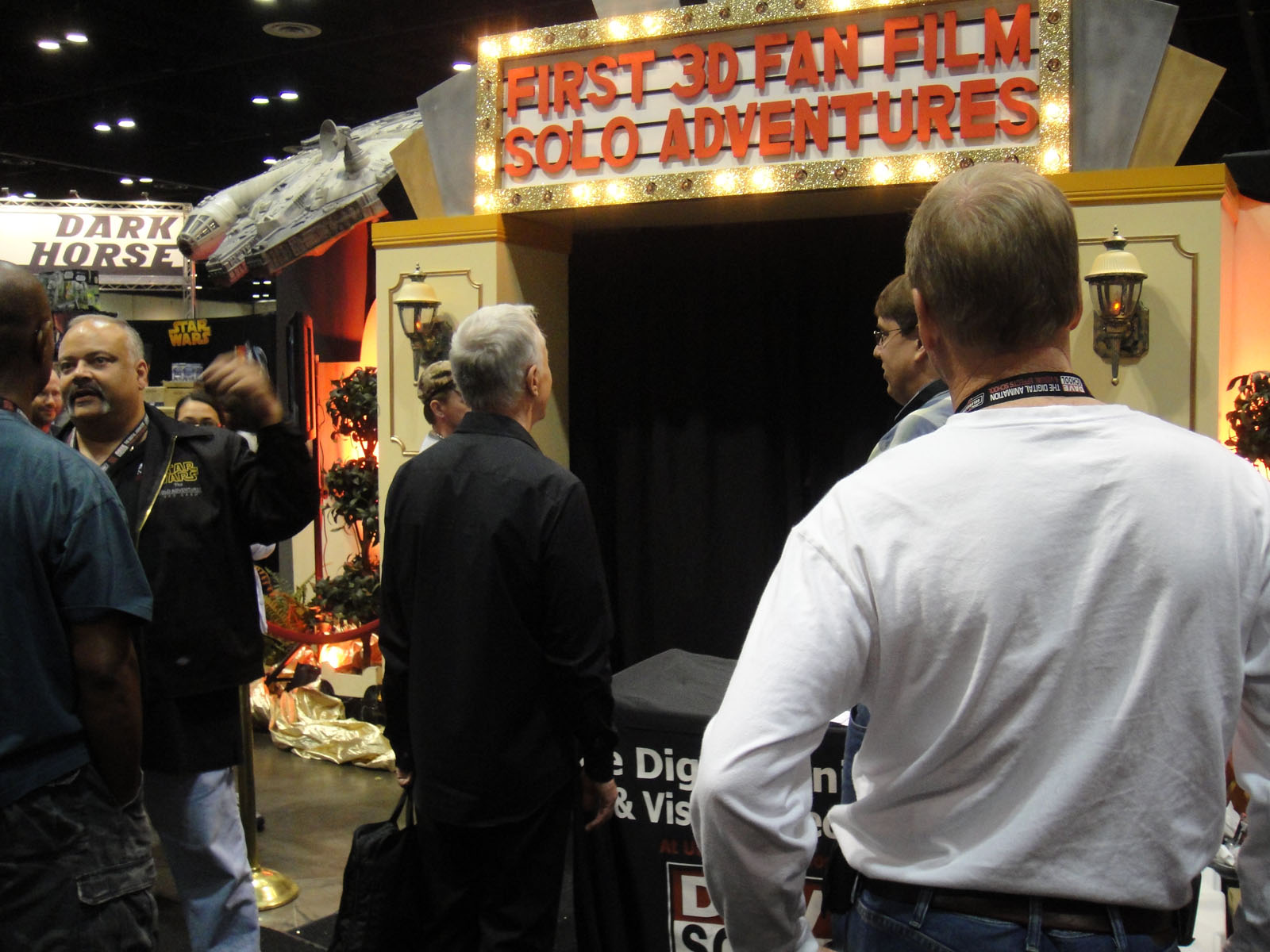
スターウォーズのファンフィルムを上映しているブース

ファンフィルムは、メディア作品に触発されたフィルムまたはビデオであり、原作者ではなくファンによって作成されたものを指す。ファンフィルムの長さは、存在しない映画用の短いティーザートレーラーから、非常にまれな長編映画までさまざま。
ファンビデオ(Fanvids)は、テレビ番組や映画の切り抜きを音楽と同期させて作成された分析的なミュージックビデオであり、ストーリーを伝え、議論を行うことを目的とする。作成者は"Vidder"と呼ばれ、特定の雰囲気を演出するうえで、慎重に音声と動画の要素を一致させている。
ファンゲームは、ファンによって1つ以上のビデオゲームに基づいて作成された、ビデオゲームである。公開されたファンゲームの多くはアドベンチャーゲームに属している。多くのファンゲームは、元のゲームのデザイン、ゲームプレイ、キャラクターのクローンを作成しようと試みている。同様に、ファンがビデオゲームをテンプレートとしてのみ使用し、独自のゲームを開発することも一般的である。ファンゲームの開発は、作者独自のエンジンを用いるか、もしくは他のエンジンへ「便乗」し、使用するかで行われる。
ビデオゲームのファンは1996年以来Machinimaを作成している。Machinimaの制作者は、コンピューターゲームエンジンを使用して「アクター」を作成し、ゲームの物理演算およびキャラクター生成ツールを使用して、アクターが動くシナリオを作成する。コンピューターで生成されたキャラクターによって実行されるスクリプトは、記録され、オンラインで視聴者に配布される。Machinima（およびその制作）は、男性の人気を集める傾向が存在する。
ソフトウェア界隈、特にビデオゲームでのファン制作は、ファンパッチやファン翻訳、Mod、ファンリメイク、サーバーエミュレータ、ソースポートといった形でも存在する。

### ミュージカルアート：Filk
Filkは、 SF/ファンタジーファンダムに関連する音楽文化、ジャンル、コミュニティであり、ファンダムやその他Filkで一般的とされるテーマに触発された曲の制作、演奏を含む。多くの場合Filkは、小グループで行われ、多くの場合、日中に公式の集会が終了した後、深夜に行われる。現在では、カナダやイングランド、ドイツ、アメリカでFilk専門の集会が開催されている。
通常Filkに分類されない形態のファン制作も存在し、一部のコミュニティで制作されている。

### 応用美術：衣装制作、お茶のブレンド
コスチューム、コスプレの分野では、キャラクターを模倣したり、他のファンの注文に合った衣装を制作している。ファンメイドの衣装制作には、基本的な裁縫や仕立ての域を超えた技術が使用されており、一部では翼を開閉する油圧制御などの高度なメカニズムの開発や、真空成形やグラスファイバーアプリケーションを使用して、ストームトルーパーの鎧をゼロから構築するといった複雑な製造技術の開発が含まれる。
ファン文化内で触発され発展したお茶のブレンドでは、茶葉やハーブ、ナッツやフルーツ、スパイスといった材料の、個性的な組み合わせをブレンド、キャラクターのイメージを表すお茶を制作する。ブレンドされたお茶のラベルにファンアートが用いられることもある。NPRは、この文化は2012年に開始され、現在1,000を超える「ファンダムティー」が作られていると報告している。

## 経済理論、経済モデル
かなりの時間をファン制作に費やしてきた多くのファンは、自身の作品を金銭のやり取りなしに、他の人が楽しめるような公開をしている。大多数のファンは、お金ではなく、コンテンツへの帰属や悪名、善意などの「信用」で労働に報いる経済モデルに従事している。

### ギフト経済
ファン制作に関連する最も一般的な経済モデルは、ギフト経済である。社会科学において、ギフト経済とは、価値のある商品やサービスが、即時または将来の報酬について明確な合意なしに定期的に提供される社会である（即ち、正式なQuid pro quoが存在しない）。理想的に、同時・循環提供は、コミュニティ内での流通、再配布に役立つ。
ファン制作の慣例の中では、作品制作と投稿（ギフトの贈与/交換）、作品の享受（ギフトの受け取り、最初の交換の完了）、最後に作者へのフィードバック、といった手順でギフトエコノミーが顕現する。他人が見ることが可能なように、作品を渡したり、相互の関連付けがされる可能性も存在する（相互的なギフトの贈与）。
また、ギフトは必要な労働を超えて作られた、いわゆる余剰労働であり、他のファンのためというよりも、原作側へファンの感謝を気づかせ、さらにファンへ何かを還元させるという側面が存在する。つまり、これらのギフトは、原作側へ「あなたの作品には活気のあるファンダムが存在する」ということを示し、おそらくは原作者にもっとそのコンテンツを作るよう促すために作られた供物のようなものであるといえる。これは、Fireflyシリーズのファンの例でみられる。同作品のファンは、チャリティーイベントや「ゲリラ・マーケティング」活動、ファンビデオやFilkの作成など、目に見える形でのファン活動を行っていた。結果、過去に中止となった同シリーズの続編の制作に関して、グリーンライトであると判断させることに成功している。
ギフト経済の組織は、物々交換経済や市場経済のそれとは対照的である。ファンダムにおけるギフト経済は、多くのファンから「ファンダムを差別化するもの」の中心的な思想とされている。

### ファン同士の関係
金銭的な報酬の代わりに、ファン制作に対する主な報酬の1つは、ファンメイド制作者と他のファンでの関係形成である。ファン同士の交流を通じて形成された関係は、交換された作品と同じくらい重要である事例がしばしば存在する。人間関係に焦点を当てることで、ファンダムの経済的慣行を日常的な資本主義的慣行から切り離している。
経済人類学の観点からは、ファン制作作品は文化的富の一形態であり、交流や作品の交換を通じて、作品、創作者、および原作自体を相互に関連付ける能力に関しても価値が生じる。言い換えるならば、ファンは原作や他のファンにとっての「親友」とも言える。

### 原作者の神格化
別の経済人類学の観点からは、ファンの創造的活動は、比較的日常的な方法で行われ、原作自体（「文化的祖先」または「神」とも）とのつながりを維持するのに役立つ活動であるとされる。ファン制作を通じて、ファンは「原始の神、祖先、または文化的英雄による元々の創造的な行為」を再現することができると言える。

### 儀式人類学
ファンは、儀式経済の中で慣れ切った創造、「日常的な行為」に従事する。人気のカップリングなどのファン制作に使用される要素は、原作の世界観を継続的に再生産している。またこれらの選択は、メディア資産やそれを取り巻く企業構造や製品との関係性など、ファンダムを含む居場所についてファンが築き上げた関係を反映している。したがって、ファンは「重複や矛盾している慣行やアイデンティティ、意味や代替的文脈、画像の個別および集合的構築」に従事している。
結果として、ファンが生み出す商品には、他のファンから社会的価値が吹き込まれている。ファン作品はファンダム内で評価され、仲間から評価されたいという願望も満たす。

## ファン作品とお金
各ファンダムによって、新しい報酬モデルの発展について受け入れ方が異なり、一部では「報酬を受け取ることでファンダムが崩壊してしまう」と感じるものも存在する。
例として、Rebecca Tushnetは「ファン作品が名声や富への入り口として広く知られるようになった場合、作品制作の動機がファンとしてのものから金銭的なものに変わってしまう可能性がある」と懸念している。一方で、アビゲール・デ・コスニックは、ファンは必然的に何らかの形で貨幣経済の一部であるため、ファンは作品を享受する人から利益を得ることができるはずだとしている。

### 金銭的補償に関するアンビバレンス
一般に、原作やファンダムに敬意を払い創造的活動をするファンは、ファンダムにおいて文化資本を獲得しているが、その制作物を販売しようとする人物は反対に、他のファンから敬遠され、最悪の場合法的措置の対象となる。ファンの間では、利益を目的として商品を販売しようとしているファンを、ファンとは別に「ハックスター」として分類する例がしばしば存在する。
ファン作品の売買によってファン同士の関係を根本的に変化させること、そこから有権者から不要な法的注意を引くことが、ファンの一定数から懸念される。実際に、スターウォーズの世界を舞台にした商業ファンフィクション本、Another HopeがAmazonでの販売から削除されるなど、有権者のファン作品への介入が複数確認されている。
ただし、一部のファンは「グレーマーケット」と呼ばれる場所で営利目的での取引を行っている。グレーマーケットは主に口頭や違法な手段での運営がされており、さまざまな品質の製品を提供している。これらは商業活動ではあるが、販売者側が費用を賄うのに十分な利益を上げられず、その分を自費で賄うことは依然として予想される。一部の販売者は製品を全く値上げせず、その情報をプロモーションに使用して、ハックスターを軽蔑している他のファンの信頼を確保しようとする。
ファンアートは1つの例外であり、伝統的にファン集会や自身のwebサイトでの販売を行う文化が存在する。多くのファンアーティストは、 CafePressやZazzleなどのベンダーを通じて、自身のデザインが印刷されたTシャツやマグカップといったアイテムを購入することができるサイトを開設している。
さらに、フィルクはより商業化の傾向が存在し、The Great LukeSkiやVoltaire、The Bedlam Bardsなどのフィルク演奏者がカセットやCD、DVDの制作、販売を行っている。

### 第三陣営市場
一部の企業は、ファンが作成した追加機能やゲームアイテムに対して金銭取引を行っている。他にもファン自身が金銭的報酬を得るために制作物を他のファンに販売する例も確認されている。

## コングロマリットとファン
ジェンキンスは、ファン、メディア間のコングロマリット関係について、次のようにコメントしている。
「ここでは、ファン文化に参加する権利は、慈悲深い企業によって与えられた特権でも、ファンが良いサウンドファイルや無料のウェブホスティングとの交換のために準備したものでもなく、『自分たちに許された自由』とします。(中略) 代わりに、彼らは知的財産を『シェアウェア』と解釈し、それがさまざまな文脈, 方法で再拡散され、複数の聴衆を引き付け、その過程で生じた意味の急増につながるものとして価値を生み出します」 
しかし、企業が二次創作活動がメディア製品の開発や広報、販促活動や流通の有効性にどのように寄与し、影響を与える可能性があるかをより認識しているため、この状況は長続きしない可能性がある。The Future of Independent Mediaというビジネスレポートでは「メディアの風景は、当然のことながら、アマチュアや趣味人によるメディアによって既存の風景をひっくり返すように作り直されるでしょう(中略)新世代であるメディアの制作者と視聴者が登場しており、メディアの作成と消費の方法に大きな変化をもたらす可能性があります」と述べている。2007年に出版されたConsumerTribes は消費者グループ、特に従来のメディアプロダクションと消費者製品間におけるマーケティングモデルを試行しているメディアファンにおける事例に着目している。
一方で、ファンの活動に対して非友好的な反応を見せる企業も多く、積極的にファン活動を法廷で訴えたり、厳しく制限しようとしている。

### ファン活動のフルサポート
鉄道模型シミュレーターTrainzのアップグレードに使用される、ファン制作のコンテンツへの支払いは、ファンによる派生物から得られる潜在的な商業的利益を共有する、著作者の例として挙げられる。
日本では、同人誌が原作関係者からの法的措置なしに、インスピレーション元である商業作品と並べて販売されることがよく見られる。

### ファン活動の採用
現在、一部の企業はファン制作が作品へ参加する余地を築きあげており、フランチャイズの承認を得たうえでその表示を行っているファン作品も存在する。しかし、企業がファン活動に参加し、奨励することに反対する考えも存在する。スティーブン・ブラウンは、記事"Consumer Tribes, Harry Potter and the Fandom Menace"で、次のように述べている。「ファンというのは極めて非典型的な存在です。(中略)彼らは全く無関係でないにしろ、コンテンツの代表でもありません。彼らが熱狂的に見出した見解は絶望的なほどに、歪められています。熱心なフォロワーを集めるのは素晴らしいことか？(中略)一言で言えば、NOです」
さらに、一部の企業は、ユーザー制作コンテンツを「無料労働」として採用しており、適切な金銭的報酬を提供しないことによって、ファン制作を悪用する問題が懸念されている。

### ファン活動の排除
近年、著作者は、ベンダーや創作者に排除措置通告を送るようになり、著作権違反に対するバックライセンス料やその他罰金を要求するようになっている。多くの場合、これらの訴訟は法廷外で解決されるが、通常、ファン制作を扱うベンダーは作品の販売を完全に停止するか、著作者の要求に応じて作品の内容を大幅に変更する必要がある。

## 法的な問題
ほとんどのファン制作作品は、既存の著作権で保護された作品への創造的な追加または変更であるという点で派生物であるか、または特定の著作権で保護された作品に触発されたオリジナルの作品となっている。これらの作品の一部または全ては、アメリカ著作権法の下でフェアユースとして保護されているTransformative use（オリジナルのパロディーなど）の法的カテゴリに分類される場合がある。しかし、企業はファンに作品の派生物を制作することを止めるよう求め続けている。

### ファンのサポート
ファン制作作品がアメリカ著作権法フェアユースによって保護される場合も存在する。保護の対象となる作品は以下のテストを合格している。
1. 商業的であるかどうかを含む、使用の目的と性質
2. 被使用作品の性質
3. 全体に対する被使用作品の使用量と実質性
4. 被使用作品の潜在的な市場、価値に対する影響

ただし、これらのテストは絶対的なものではなく、裁判官は、どのような場合でも、ある要素を別の要素よりも重視することを決定する場合が存在する。
一部のファンアーティストは、排除措置通告を受け取ったり、自ら著作権法に違反していることに気づいたりすることがあるが、キャラクターやシナリオの「芸術的解釈」によっては、フェアユースの原則によって支持された変革的な作品になるとされる場合がある。
Organization for Transformative Worksは、ファンフィクションの変革的性質を提唱し、ファン制作作品を制作する作家や動画制作者、その他の創作者に、法的なアドバイスを提供するファン運営の組織である。
Chilling Effectsは、電子フロンティア財団とハーバード州、スタンフォード州、バークレー州、サンフランシスコ大学、メイン大学、ジョージワシントン法科大学院、サンタクララ大学ロースクールクリニックの共同ウェブプロジェクトであり、著作権関連法の現状をカバーしている。ファンフィクションに対する法的措置とそれと争う方法について取り上げた項目ページが存在する。

### 著作者、ファン間の摩擦
近年、知的財産権を積極的に保護しているメディア・コングロマリットからの法的措置が増加している。メディアの配布、改変を容易にする新技術の発展に伴い、監視の目がより厳しくなった結果と言える。一部のファン制作を行うファンには排除措置通告がされており、問題のあるコンテンツの削除、配布または販売の停止をするように求められている。
結果、企業が行動を起こしていないファン制作作品に対して対応がされることもあり、ファンアートを完全に禁止、第三者であるサイトの運営が問題のあるデザインを削除する事例も見られている。

## 引用された作品
- Appadurai, Arjun (1986) The social life of things: Commodities in cultural perspective. Cambridge: Cambridge University Press.
- Brown, Stephen (2007) "Harry Potter and the Fandom Menace". In Consumer Tribes, B. Cova, R.V. Kozinets and A. Shankar, eds. pp. 177–193. Oxford, Elsevier.
- Clerc, Susan (2002) Who Owns Our Culture? The Battle Over the Internet, Copyright, Media Fandom, and Everyday Uses of the Cultural Commons. Dissertation, Bowling Green State University. Ann Arbor, MI: ProQuest Information and Learning Co.
- Coppa, Francesca (2007) "A Brief History of Media Fandom". In Fan Fiction and Fan Communities in the Age of the Internet, K. Hellekson and K. Busse, eds. pp. 5–32. London, McFarland.
- Cova, Bernard, Robert V. Kozinets and Avi Shankar (2007) Consumer Tribes. Oxford, Elsevier.
- De Kosnik, Abigail (2009) Should Fan Fiction Be Free?.  In Cinema Journal 48:118 (2009).
- Deuze, Mark (2007) Media Work. Cambridge, Polity Press.
- Fiske, John (1992) "The Cultural Economy of Fandom". In The Adoring Audience, Lisa A. Lewis, ed. pp. 30–49. London, Routledge.
- Gray, Jonathan, Cornel Sandvoss and C. Lee Harrington (2007) Fandom: Identities and Communities in a Mediated World. New York, New York University Press.
- Hellekson, Karen and Kristina Busse (2006) "Introduction: Work in Progress". In Fan Fiction and Fan Communities in the Age of the Internet, K. Hellekson and K. Busse, eds. pp. 5–32. London, McFarland.
- Helms, Mary W. (1998)"Tangible Durability". In Access to Origins: Affines, Ancestors, and Aristocrats. M.W. Helms, ed. pp. 164–173. Austin: University of Texas Press.
- Isaac, Barry L. (1993) "Retrospective on the Formalist-Substantivist Debate". Research in Economic Anthropology 14:213–233.
- Jenkins, Henry (2007a) Fans, Bloggers, and Gamers: Exploring Participatory Culture. New York, New York University Press.
- Jenkins, Henry (2007b) "Afterword: The Future of Fandom".In Fandom: Identities and Communities in a Mediated World. J. Gray, C. Sandvoss and C.L. Harrington, eds. pp. 357–364. New York, New York University Press.
- Jenkins, Henry (2006) Convergence Culture: Where Old and New Media Collide. New York, New York University Press.
- Keen, Andrew (2007) The Cult of the Amateur: How Today's Internet is Killing Our Culture. New York, Doubleday.
- Kozinets, Robert V. (2007) "Inno-tribes: Star Trek as wikimedia". In Consumer Tribes, B. Cova, R.V. Kozinets and A. Shankar, eds. pp. 177–193. Oxford, Elsevier.
- Mauss, Marcel (1990) The Gift: The Form and Reason for Exchange in Archaic Societies. W.D. Halls, transl. London: Routledge.
- MacDonald, Heidi (2006) "Star Wars POD Fan Fiction Flap". in Publishers Weekly; May 1, 2006, 253, 18. p. 6.
- Polanyi, Karl (1957) "The Economy as Instituted Process". In Trade and market in the Early Empires: Economies in History and Theory. C.M.A. K. Polanyi, H.W. Pearson, ed. pp. 243–270. Glencoe, Illinois: The Free Press.
- Thorne, Scott and Gordon C. Bruner (2006) "An exploratory investigation of the characteristics of consumer fanaticism". Qualitative Market Research; 2006; 9, 1. p. 51.
- Thorsby, David (2001) "Introduction". In Economics and Culture. pp. 1–18. Cambridge, UK: Cambridge University Press.
- Tushnet, Rebecca (2004) "Copy This Essay: How Fair Use Doctrine Harms Free Speech and How Copying Serves It". In The Yale Law Journal. 114(3):535–590. JSTOR 4135692.
- Tushnet, Rebecca (2007) "http://scholarship.law.duke.edu/cgi/viewcontent.cgi?article=1424&context=lcp Payment in Credit: Copyright Law and Subcultural Creativity". In Law & Contemporary Problems. 70:135–174.
- Wells, E. Christian and Karla Davis-Salazar (2007) "Mesoamerican Ritual Economy: Materialization as Ritual and Economic Process". In Mesoamerican Ritual Economy: Archaeological and Ethnological Perspectives, E. C. Wells and K. L. Davis-Salazar, eds. pp. 1–26.  Boulder, University Press of Colorado.
- Wilk, Richard R. and Lisa C. Cliggett (2007) Economies and Cultures: Foundations of Economic Anthropology. Boulder, Colorado: Westview Press.
- Woo, Jisuk (2004) "Redefining the 'Transformative Use' of Copyrighted Works: Toward a Fair Use Standard in the Digital Environment". In Hastings Communications and Law Journal. Retrieved from Lexis-Nexis service, University of  South Florida Library.